# Кубок Росії з футболу 2001—2002
Кубок Росії з футболу 2001–2002 — 10-й розіграш кубкового футбольного турніру в Росії. Титул вперше здобув ЦСКА.

## Календар
| Раунд           | Дата                          | Матчі | Клуби    |
| --------------- | ----------------------------- | ----- | -------- |
| Перший раунд    | 24 березня - 29 квітня 2001   | 54    | 144 → 90 |
| Другий раунд    | 6 квітня - 16 травня 2001     | 28    | 90 → 62  |
| Третій раунд    | 6-10 червня 2001              | 14    | 62 → 48  |
| Четвертий раунд | 30 червня 2001                | 16    | 48 → 32  |
| 1/16 фіналу     | 21 серпня - 20 жовтня 2001    | 16    | 32 → 16  |
| 1/8 фіналу      | 22 вересня - 4 листопада 2001 | 8     | 16 → 8   |
| 1/4 фіналу      | 3 квітня 2002                 | 4     | 8 → 4    |
| 1/2 фіналу      | 24-25 квітня 2002             | 2     | 4 → 2    |
| Фінал           | 12 травня 2002                | 1     | 2 → 1    |

## 1/16 фіналу
| Команда 1                     | Рахунок         | Команда 2                  |
| ----------------------------- | --------------- | -------------------------- |
| 21 серпня 2001                |                 |                            |
| Шинник (2)                    | 1:0             | Спартак (Москва)           |
| 8 вересня 2001                |                 |                            |
| Кристал (Смоленськ) (2)       | 2:3             | Динамо (Москва)            |
| Хімки (2)                     | 2:2 дч пен. 2:4 | Анжі                       |
| Кубань (2)                    | 2:0             | Чорноморець (Новоросійськ) |
| Нафтохімік (Нижньокамськ) (2) | 0:3             | Торпедо-ЗІЛ (Москва)       |
| Газовик-Газпром (Іжевськ) (2) | 3:1             | Ротор (Волгоград)          |
| Амкар (2)                     | 3:0             | Торпедо (Москва)           |
| 9 вересня 2001                |                 |                            |
| Арсенал (Тула) (2)            | 0:2 дч          | Сатурн                     |
| Локомотив (Калуга) (3)        | 0:3             | Зеніт                      |
| Салют-Енергія (Бєлгород) (3)  | 0:2             | Крила Рад                  |
| Рубін (2)                     | 1:0             | Факел (Воронеж)            |
| Світлотехніка (3)             | 0:2             | ЦСКА                       |
| Лада (Тольятті) (2)           | 2:1             | Аланія (Владикавказ)       |
| Том (2)                       | 0:1             | Сокіл (Саратов)            |
| Носта (3)                     | 3:2             | Ростсільмаш                |
| 20 жовтня 2001                |                 |                            |
| Уралан (2)                    | 2:1             | Локомотив (Москва)         |

## 1/8 фіналу
| Команда 1            | Рахунок      | Команда 2                     |
| -------------------- | ------------ | ----------------------------- |
| 22 вересня 2001      |              |                               |
| Зеніт                | 3:2          | Кубань (2)                    |
| 13 жовтня 2001       |              |                               |
| Динамо (Москва)      | 5:0          | Анжі                          |
| 16 жовтня 2001       |              |                               |
| Сатурн               | 0:0 пен. 5:4 | Шинник (2)                    |
| ЦСКА                 | 2:1          | Рубін (2)                     |
| Сокіл (Саратов)      | 2:1          | Газовик-Газпром (Іжевськ) (2) |
| Амкар (2)            | 4:1          | Носта (3)                     |
| 17 жовтня 2001       |              |                               |
| Торпедо-ЗІЛ (Москва) | 0:0 пен. 4:2 | Лада (Тольятті) (2)           |
| 4 листопада 2001     |              |                               |
| Крила Рад            | 1:0          | Уралан (2)                    |

## 1/4 фіналу
| Команда 1            | Рахунок | Команда 2 |
| -------------------- | ------- | --------- |
| 3 квітня 2002        |         |           |
| Динамо (Москва)      | 0:3     | Сатурн    |
| Зеніт                | 1:0 дч  | Крила Рад |
| Сокіл (Саратов)      | 1:2     | Амкар (2) |
| Торпедо-ЗІЛ (Москва) | 0:1     | ЦСКА      |

## 1/2 фіналу
| Команда 1      | Рахунок | Команда 2 |
| -------------- | ------- | --------- |
| 24 квітня 2002 |         |           |
| Сатурн         | 0:1 дч  | Зеніт     |
| 25 квітня 2002 |         |           |
| ЦСКА           | 1:0     | Амкар (2) |

## Фінал
| 12 травня 2002 |

| ЦСКА                        | 2:0      | Зеніт |
| --------------------------- | -------- | ----- |
| Соломатін 30' Яновський 52' | Протокол |       |

| Лужники, Москва Глядачів: 48 000 Арбітр: Юрій Чеботарьов |